# Архиповское сельское поселение (Ивановская область)
Архи́повское сельское поселение — муниципальное образование в северной части Савинского района Ивановской области с центром в селе Архиповка.

## История
11 января 2005 года в соответствии с Законом Ивановской области № 4-ОЗ было образовано Архиповское городское поселение. 15 января 2009 года в соответствии с Законом Ивановской области № 15-ОЗ Архиповское городское поселение преобразовано в Архиповское сельское поселение.

## Население
| 2002  | 2010  | 2011  | 2012  | 2013  | 2014  | 2015  |
| ----- | ----- | ----- | ----- | ----- | ----- | ----- |
| 2004  | ↘1670 | ↘1664 | ↘1663 | ↘1652 | ↘1640 | ↘1595 |
| 2016  | 2017  | 2018  | 2019  | 2020  | 2021  |       |
| ↘1560 | ↘1537 | ↘1533 | ↘1494 | ↘1451 | ↗1524 |       |

## Состав сельского поселения
| № | Населённый пункт | Тип населённого пункта       | Население |
| - | ---------------- | ---------------------------- | --------- |
| 1 | Артемьево        | деревня                      | ↘0        |
| 2 | Архиповка        | село, административный центр | ↘1558     |
| 3 | Кривоносово      | деревня                      | ↘18       |
| 4 | Новинки          | деревня                      | ↘4        |
| 5 | Панфилово        | деревня                      | ↘0        |
| 6 | Рыжево           | деревня                      | ↘1        |
| 7 | Слабнево         | деревня                      | ↘80       |
| 8 | Яманово          | деревня                      | ↘9        |